# Portulaca fragilis
Portulaca fragilis är en portlakväxtart som beskrevs av Karl von Poellnitz. Portulaca fragilis ingår i släktet portlaker, och familjen portlakväxter. Inga underarter finns listade i Catalogue of Life.